# 137e régiment aéroporté de la Garde
Pour les articles homonymes, voir 137e régiment.
Le 137e régiment aéroporté de la Garde est une unité des troupes aéroportées russes qui fait partie de la 106e division aéroportée de la Garde.
En 2014, le régiment participe à l'intervention militaire russe en Ukraine et combat de nouveau lors de l'invasion de l'Ukraine en 2022. Lors de la bataille d'Izioum, l'unité tombe dans une embuscade, perdant son commandant, le lieutenant-colonel Pavel Krivov.

## Histoire
Le régiment est formé le 1er octobre 1948 à Riazan sous le nom de 137e régiment de débarquement aérien de la Garde de la 11e division aéroportée de la Garde (en). En 1949, il est transformé en régiment aéroporté. En mai 1955, il devient une partie de la 106e division aéroportée de la Garde après la dissolution de la 11e division aéroportée de la Garde.